# جين باتن
جين غاردنر باتن (بالإنجليزية: Jean Gardner Batten)‏ ‏ (1982-1909) هي طيارة نيوزيلندية، وُلدت في مدينة روتوروا عام 1909، وأصبحت جين من أكثر النيوزيلنديين شُهرة في عقد 1930، حيثُ حطمت الرقم القياسي في عدد الرحلات الفردية حول العالم.

## رحلاتها الرئيسية
- 1934: من إنجلترا إلى أستراليا، أي حوالي 16900 كم قطعتها في 14 يوم و22 ساعة و30 دقيقة، وبالتالي كسرت الرقم القياسي الخاص بإيمي جونسون بأربعة أيام.[2]
- 1935: من أستراليا إلى إنجلترا، قطعتها في 17 يوم و15 ساعة، وتعتبر أول امرأة طيارة تقوم بقيادة رحلة عودة.
- 1935: من إنجلترا إلى البرازيل، أي حوالي 8000 كم قطعتها في 61 ساعة و15 دقيقة، حطمت الرقم القياسي للجميع، واعتبر أسرع عبور لجنوب المحيط الأطلسي (13 ساعة وربع الساعة)، وأصبحت أول امرأة تقود رحلة بين إنجلترا وأمريكا الجنوبية.
- 1936: من إنجلترا إلى نيوزيلندا، أي حوالي 22891 كم قطعتها في 11 يوم و45 دقيقة، بما في ذلك يومين ونصف اليوم في سيدني، وبذلك حطمت الرقم القياسي للجميع أنواع الطائرة مرة أخرى.
- 1937: من أستراليا إلى إنجلترا.[2]

## قائمة الأوسمة
- رتبة الإمبراطورية البريطانية (بريطانيا العظمى).
- رتبة الصليب الجنوبي (البرازيل).
- وسام جوقة الشرف (فرنسا).
- وسام تتويج الملك جورج السادس.

## روابط خارجية
- جين باتن على موقع الموسوعة البريطانية (الإنجليزية)
- جين باتن على موقع ديسكوغز (الإنجليزية)